# Bérenger Saunière
François Bérenger Saunière (Montazels, 11 de abril de 1852 – Rennes-le-Château, 22 de janeiro de 1917) foi um padre católico romano na aldeia francesa de Rennes-le-Château, na região de Aude, oficialmente a partir de 1885, até que foi transferido para outra aldeia em 1909 por seu bispo, uma nomeação que recusou e, posteriormente, renunciou. A partir deste mesmo ano até sua morte em 1917, era um sacerdote não-remunerado livre (um sacerdote independente, sem uma paróquia, que não recebe qualquer salário da igreja por causa de suspensão), e que a partir de 1910 celebrou a missa em um altar construído em um conservatório, em sua Villa Bethania. A recusa de Saunière em deixar Rennes-le-Château para continuar o seu sacerdócio em outra paróquia incorreu sua suspensão permanente. Em sua lapide de pedra original de 1917 lê-se: "padre de Rennes-le-Château 1885-1917".
Ele seria desconhecido hoje se não fosse pelo fato de ser uma figura central em muitas das teorias da conspiração em torno de Rennes-le-Château. Essas especulações são a base de vários documentários e livros, como Holy Blood, Holy Grail, de Michael Baigent, Richard Leigh e Henry Lincoln. Muitos elementos dessas teorias foram usados mais tarde por Dan Brown em seu best-seller de 2003, O Código Da Vinci.

## Início da vida
François Bérenger Saunière nasceu em 11 de abril de 1852 em Montazels, no Distrito de Limoux, região de Aude. Era o mais velho de sete filhos, tendo três irmãos (Alfred, Martial, e José) e três irmãs (Mathilde, Adeline, e Marie-Louise). Era o filho de Marguerite Hugues e Joseph Saunière (1823-1906), que era o prefeito de Montazels (Aude). Conseguiu o moinho de farinha local, e foi o mordomo do castelo do Marquês de Cazermajou. Alfred tornou-se padre; Joseph queria ser médico, mas morreu aos 25 anos. Saunière foi para a escola em St. Louis, em Limoux, entrou para o seminário em Carcassonne, em 1874, e foi ordenado sacerdote em junho de 1879.

## Ministério

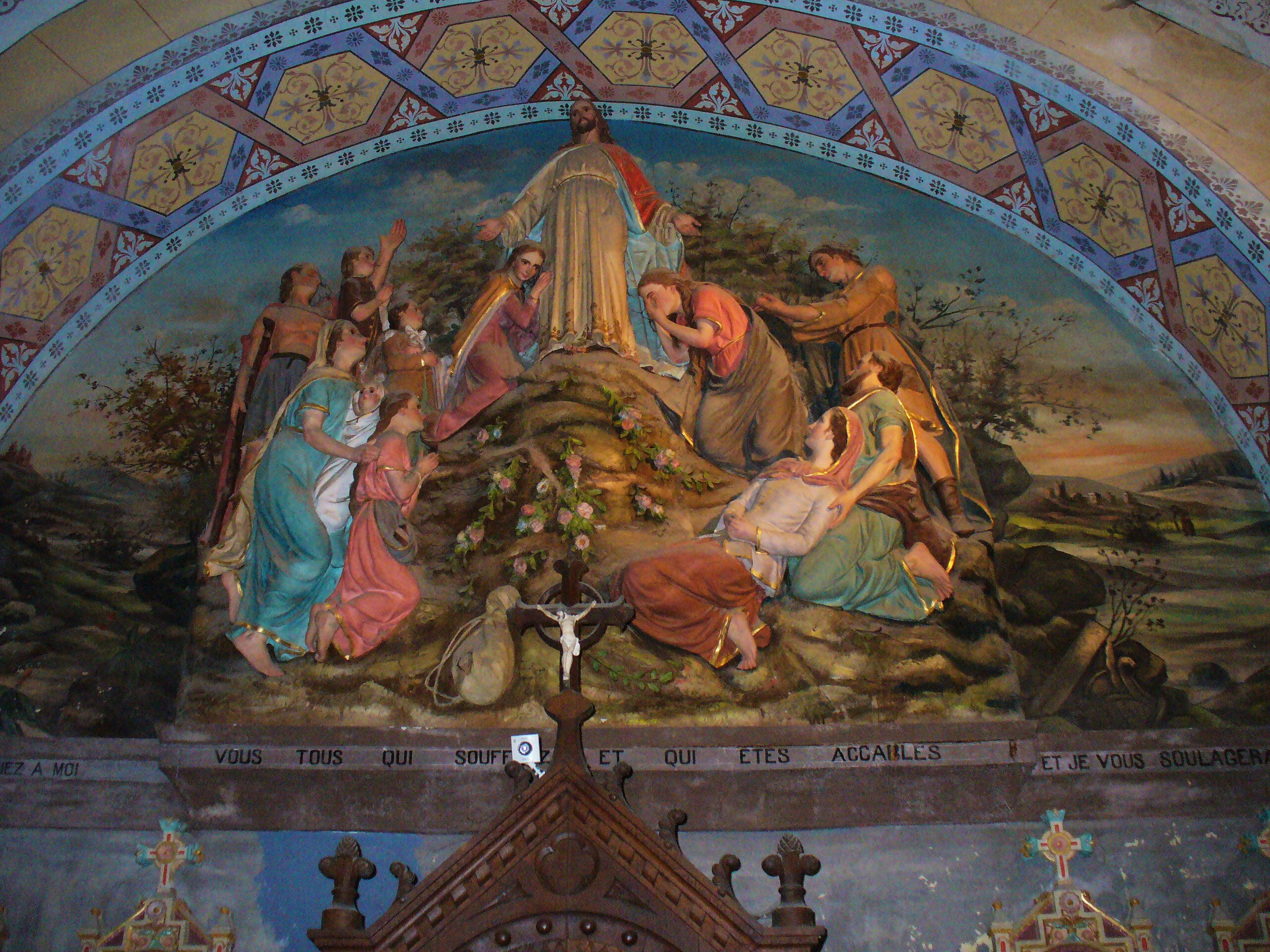
O Monte das Bem-Aventuranças na igreja de Rennes-le-Château.

Desde 16 de julho de 1879 até 1882, Saunière foi o vigário de Alet. De junho de 1882 a 1885, era um padre da paróquia da pequena cidade de Clat. Era um professor no seminário de Narbona mas, por ser indisciplinado, foi nomeado para outra pequena cidade de cerca de 300 habitantes, Rennes-le-Château, em 1 de junho de 1885, com sua igreja dedicada a Santa Maria Madalena. Por causa da pregação anti-republicana, seus sermões, caindo do púlpito sobre as eleições de outubro de 1885, Saunière foi suspenso pelo ministro francês da Religião entre 1 de Dezembro 1885 a julho 1886. Deu aulas mais uma vez no seminário de Narbona. Como os moradores o queriam de volta, o prefeito da Aude reintegra Saunière. Entre 1890-1891 ele reza missa aos domingos em Antugnac. Marie Denarnaud, sua serva, se mudou para o Presbitério em Rennes-le-Château com sua família em 1890. Afirmações de que Berenger Saunière possuía uma relação ambígua com a sua serva, Maria Denarnaud, são destituídas de fundamento.[carece de fontes?] Saunière pessoalmente delineou os seguintes princípios para lidar com uma serva: 
"Respeito, mas não familiaridade. Não é permitido falar com ela sobre assuntos de seu ministério. O que você diz a uma serva não deve ser dito para outras mulheres. Ela deve evitar excessos de linguagem, e não deve confiar em sua idade ou sua piedade com muita facilidade. Não é para entrar no quarto quando está na cama, salvo em caso de doenças".

## Missão 1891
Uma parte significativa do ministério de Saunière em Rennes-le-Château foi a instalação da estátua de Nossa Senhora de Lourdes, em 21 de junho de 1891, comemorando a Primeira Comunhão de 24 crianças da paróquia e "levar ao fim os exercícios espirituais do retiro que tinham sido pregados pelo Reverendo Padre Ferrafiat, missionário diocesano, da Família de são Vicente de Paulo, residente em Nossa Senhora do Marceille "(a igreja, com base em Limoux, e dedicada à Virgem Maria). O pilar visigótico agiu como um pedestal para a estátua trazendo as inscrições Mission 1891 e Penitência! Penitência!. Sua autenticidade é assunto de muito debate. Saunière alegou que era um dos dois pilares que sustentavam o altar da igreja de origem. Um pilar visigótico genuíno semelhante a um instalado por Saunière é exibido no museu de Narbona. O pilar que originalmente apoiava a estátua de Nossa Senhora de Lourdes foi transferido para o museu Saunière em 1993 por causa da erosão e decomposição e foi substituído por uma réplica de resina.  

## Renovações da Igreja
O presbitério foi um dos vários projetos de construção de Saunière, lançado ao redor da aldeia. Ele renovou o interior e exterior da igreja local, como recomendado pelo arquiteto Guiraud Cals no seu relatório de 1853. Um recibo datado de 5 de junho de 1887 mostra que as primeiras renovações envolveram a re-pavimentação da igreja. Um novo altar com o valor de 700 francos foi doado por uma benfeitora rica de persuasão monarquista. Marie Cavailhé, em julho de 1887, doou novos vitrais ao custo de 1.350 francos, que Saunière quitou em três parcelas em abril de 1897, abril de 1899 e janeiro de 1900.
Em novembro de 1896, Saunière encomendou do escultor e pintor de prestígio Giscard de Toulouse (estabelecido em 1855) para decorar a sua nova igreja com estátuas dos santos, Via Dolorosa, Pia Batismal com estátuas de João batizando Jesus (trazendo Ecce Agnus Dei), um baixo-relevo de Jesus dando o Sermão da Montanha acima da confessionário, e uma figura de um diabo apoiando a pia de Água Benta encimada por Anjos, fazendo o sinal da cruz, tendo as inscrições BS e Par Ce Signe Tu Le Vaincras ("Nisto Pode assinar conquistá-lo "). Todos os itens foram escolhidos por Saunière do catálogo de Giscard. Embora a edição de 1896 do catálogo  não tenha sobrevivido, e catálogos posteriores omitam a estátua do Diabo, a cabeça tem uma semelhança com o encontrado na estátua do dragão a ser vencido por São Miguel, que também foi feita por Giscard. A soma total envolvida foi de 2 500 francos pagos em parcelas anuais de 500 Francos por Saunière, que começam a partir do final de dezembro de 1897. 
Após as reformas e redecorações de Saunière, a igreja foi re-dedicada na festa de Pentecostes em 1897 por seu bispo, Monsenhor Billard.

## Estudos eclesiásticos, punição e suspensão
A renovação de sua igreja e programas de construção de ostentação em uma pequena aldeia não poderiam passar despercebidos, e atraiu reações hostis, com várias denúncias repassadas por várias fontes para o Bispado de Carcassonne. O Bispado tinha avisado Saunière sobre sua venda de missas, e tinha enviado duas advertências escritas em maio de 1901. Essas advertências escritas foram repetidas em junho de 1903 e agosto de 1904. Em 1899, Saunière comprou a Comissão Diretora de Clérigos (Annuaire du clergé français), através do qual entrou em contato com os sacerdotes e as comunidades religiosas em toda a França para solicitar pedidos de Missa. 
Monsenhor Paul-Félix Beuvain de Beausejour foi nomeado o novo bispo de Carcassonne, em 1902 - inicialmente a transferência de Saunière para a aldeia de Coustouge em janeiro de 1909 (Saunière recusou a nomeação e renunciou em 28 de janeiro de 1909, tornando-se um padre livre), então em 27 de Maio 1910 Monsenhor Beauséjour decidiu conduzir uma investigação eclesiástica referente ao tráfico de missas, a desobediência ao Bispo, exageradas despesas injustificadas a que as taxas de missas que não foram ditas parecem ter se dedicado. 
Saunière teve que participar de um julgamento eclesiástico para responder a essas acusações. 

## Holy Blood, Holy Grail
Em 1969, o roteirista inglês Henry Lincoln leu a versão de bolso de L'Or de Rennes, e depois, entre 1972 e 1979, produziu três documentários da BBC e duas cronicas sobre o assunto. Lincoln também foi direcionado a um dos documentos plantados por Plantard, "Les Dossiers Secrets", na Bibliothèque Nationale, em Paris. Mais tarde, Lincoln se juntou a outros dois autores, e co-escreveu o livro de 1982 Holy Blood, Holy Grail. Sem saber que estavam contando com documentos falsos como fonte, afirmaram como um "fato" de que o Priorado de Sião tivesse existido. Holy Blood, Holy Grail alegou que Saunière possivelmente encontrara evidências de que Jesus Cristo e Maria Madalena se casaram, e tiveram filhos que, mais tarde, deram origem à dinastia merovíngia. Os autores especularam que Saunière estava envolvido em transações financeiras com um homem a quem dizia ser o arquiduque Johann Salvator da Áustria, que Saunière poderia ter sido o representante do Priorado de Sião, e sua renda poderia ter se originado a partir do Vaticano II. O livro foi um best-seller internacional, inspirando o romance best-seller O Código Da Vinci, de Dan Brown. 
As afirmações e teorias da conspiração aumentaram substancialmente e tornaram-se cada vez mais variadas ao longo das últimas décadas, com mais e mais autores adicionando mais e mais mitos para a história. A teoria atual favorita envolve que Saunière teria descoberto algo na cripta da sua igreja durante suas reformas em 1887. 
No entanto, os historiadores têm debatido as teorias reivindicadas por Holy Blood, Holy Grail, pois a maioria delas são especulativas. 

## Na cultura popular
O canal de televisão francês France 3 fez uma minissérie em 6 partes chamada L'Or du diable, em 1989, sobre Bérenger Saunière, baseado no romance de mesmo nome de Jean Michel Thibaux publicado em 1987 e dirigido por Jean-Louis Fournier. Trazia Jean-François Balmer como o sacerdote.
A riqueza de Bérenger Saunière e supostas descobertas secretas (sem nome desta vez) inspiraram o enredo de Tim Powers na novela de 1997 Earthquake Weather, de Marco Buticchi, em que Saunière supostamente encontrada o candelabro de sete braços do Templo de Jerusalém. 
Na 2 ª Temporada da série de televisão da HBO Carnivàle, um "Manuscrito de Saunière" é mencionado no episódio "Cheyenne" e é, supostamente, de muita importância para a Ordem dos Templários.